# Ito (Fußballspieler)
Antonio Álvarez Pérez (* 21. Januar 1975 in Almendralejo, Spanien), bekannt als Ito, ist ein ehemaliger spanischer Fußballspieler und heutiger -trainer.
Er spielte in der Primera División insgesamt 282 Spiele und schoss sieben Tore innerhalb von zehn Saisons, hauptsächlich mit Betis Sevilla und Espanyol Barcelona.

## Spieler

### Verein
Ito startete sein professionelles Spielen im örtlichen FC Extremadura, der ihm half, von der Segunda División B in die Primera División zu kommen und Spitzendebüt am 9. September 1996 in einem Spiel gegen Betis Sevilla. Auch wenn der Club im Finale relegierte, war er ein Schlüsselspieler (39 Spiele, ein Tor) und fiel bei Celta Vigo auf, wo er sich für die UEFA Europa League in seiner letzten Saison für die nächste qualifizierte.
Anschließend spielte Ito sechs Jahre bei Betis Sevilla. Dort war er ein wichtiges Erst-Team-Mitglied und gelegentlich der Kapitän. 2004 ging er zu Barcelonas Espanyol Barcelona.
Ito gewann mit Espanyol Barcelona die Copa del Rey in der Saison 2005/06. Er spielte in zehn UEFA-Europa-League-Spielen.
Im Juli 2007 ging Ito im Alter von 34 Jahren nach zwei Saisons der regulären Spielzeit in die Segunda División im FC Córdoba. Dann verließ er den Verein und ging zum CP Cacereño, der sich in seiner Ursprungsregion befindet.

### Nationalmannschaft
Nach einem guten Feldzug mit Celta Vigo gewann Ito sein einziges Länderspiel für Spanien am 23. September 1998, das Spanien in den letzten zwei Minuten mit 1–0  gegen Russland in Granada gewann.
Zuvor half er der Spanien U-21 Mannschaft im Finale der U-21-Fußball-Europameisterschaft 1998 zum Sieg gegen Griechenland.

## Trainer
Von 2011 bis 2012 war Ito Trainer des Vereins Villafranca. Seit 2013 trainiert er den CD Díter Zafra.

## Auszeichnungen

### Verein
Espanyol
- Copa del Rey: 2005/06
- UEFA-Pokal: Runner-up 2006/07[2]

### Nationalmannschaft
Spanien U-21
- U-21-Fußball-Europameisterschaft: 1998[3]